# Stefanaconi
Stefanaconi község (comune) Olaszország Calabria régiójában, Vibo Valentia megyében.

## Fekvése
A megye központi részén fekszik. Határai: Francica, Gerocarne, Pizzoni, Sant’Onofrio, Soriano Calabro, Vazzano és Vibo Valentia.

## Története
Első említése a 11. századból származik. Középkori épületeinek nagy része az 1783-as calabriai földrengésben elpusztult. A 19. század elején vált önálló községgé, amikor a Nápolyi Királyságban felszámolták a feudalizmust.

## Népessége
A népesség számának alakulása:

## Főbb látnivalói
- San Nicola Vescovo-templom
- Maria SS. del Carmelo-templom
- Santa Maria Assunta-templom